# Francisco Deco
Francisco Deco (Sevilla, 1962) es un poeta, traductor e investigador español. 

## Biografía
En su vertiente creadora, cuenta con once volúmenes de versos publicados: De máquina oscura, Incisiones, Lutra, Siciliana, 16 poemas, 9 poemas, Un paese leggero/Un país ligero, Un poema y Frottages, Mandolina y jaula ante un  espejo (en coloaboración con el poeta Ildefonso Rodríguez, Wah-wah. Ha realizado, además, en 2008, la carpeta gráfica Mirfak en colaboración con el pintor Juan f. Lacomba. En cuanto a la investigación como profesor universitario, el autor ha estudiado diversos aspectos de la producción poética a través de la historia, desde la Scuola Siciliana hasta las segundas vanguardias, pasando por el grupo de La Pléiade. Su interés se ha centrado, en cualquier caso, en el análisis de la poesía contemporánea, escribiendo sobre autores como André Breton, Paul Nougé, Mario Luzi o John Cage. Igualmente, ha realizado numerosas traducciones: Ronsard, André Breton, Tristan Tzara, Ungaretti, Luzi, Montale, André du Bouchet, Jacques Dupin, John Cage, entre otros. 
De su poesía ha dicho M. A. Vázquez Medel (El Mundo digital, 5/8/2011): “Ya el título de su primer poemario, De máquina oscura, era intencional y expresivo: su autor busca el poder (Macht) de la palabra, pero no como transparencia, sino como opacidad, como oscuridad incluso. Una oscuridad que potencia poliédricamente sus significados, que lleva la palabra al límite de la plenitud o del vacío. Palabras lanzadas a una combinatoria imposible, o a combinatorias sintácticas perfectas (…). ‘Tanteo en la tiniebla’ (…) que deja marcas, huellas, incisiones, (…), cesuras que marcan el cuerpo poético con el filo de lo indecible (…). También, desde el principio, un extraordinario cromatismo léxico y semántico, una polifonía implícita o explícitamente marcada, un plurilingüismo que nos lleva a las raíces mismas del lenguaje, y una técnica de collage que alcanza momentos de extraordinaria intensidad.”
Álvaro Muñoz Robledano, reseñando el libro Wah-wah (2022), afirma: "Deco decide abrir la espita del no sentido, dar salida al torrente de música, de formas, de recuerdos, de lazos impuestos y lazos inexplicables, ¿argumentos? para la supervivencia de la ¿experiencia? estética.  Cuando el caudal es apenas soportable, incluso en la piel, da un par de vueltas al torniquete y reduce la afluencia de contradicciones. Perdón, quise decir espejos. Porque, aunque lo llamemos poesía, o música, o dialéctica, nos enfrentamos a un juego de espejos. Y en ese juego, Francisco Deco nos entrega los reflejos mayores de los que es capaz un poeta mayor." (Ariadna-rc, n.º 97, invierno 2023).

## Poesía
- De máquina oscura (1991)
- Incisiones (1996)
- Lutra (2002)
- Siciliana (2004)
- 16 Poemas (2006)
- 9 Poemas (2010)
- Un paese leggero/Un país ligero (2010)
- Un Poema (2010)
- Frottages (2012)
- Mandolina y jaula ante un espejo (2019) [En colaboración con el poeta Ildefonso Rodríguez]
- Wah-wah (2022)

## Otras obras
- Breton, André, Constelaciones, Introducción y traducción de Francisco Deco (2002)
- Tzara, Tristan, De nuestros pájaros, Estudio introductorio, traducción y notas de Francisco Deco (2010)
- Cage, John, El libro de las setas, Estudio introductorio y traducción de Francisco Deco (2012)
- Luzi, Mario, Honor de la verdad, Estudio introductorio y traducción de Francisco Deco (2012)
- Du Bouchet, André, O el sol, Estudio introductorio y traducción de Francisco Deco (2014)
- Cage, John, ¿Dónde comemos? y ¿qué comemos?, Traducción y estudio introductorio de Francisco Deco (2020)
- Luzi, Mario, Adviento nocturno (En anexo: La barca), Traducción y estudio de Francisco Deco (2021)
- Dupin, Jacques, Avellano, Traducción y estudio de Francisco Deco (2022)

## Poesía para espectáculos musicales y multimedia
Butes [Texto poético] para la obra vocal del compositor J. Mª Sánchez Verdú Butes. Drama in musica, estrenada en el Auditorio Nacional (Madrid) el 8 de junio de 2015. Orquesta y coro de la Comunidad de Madrid. Dirección, José Ramón Encinar.  
Borrando huellas [Texto poético] para espectáculo multimedia en colaboración con César Camarero (música), Gerardo Delgado (vídeo), Manuel Broullón (diseño gráfico) y la compañía de danza “Nun”. Estrenado en Sevilla, Centro de Iniciativas Culturales de la Universidad de Sevilla (CICUS), 8 de julio de 2016. 
Rotaciones [Texto poético] para espectáculo multimedia en colaboración con Ramón López (percusiones) y Juan F. Lacomba (pinturas). Estrenado en el Festival Roma en el espejo, organizado por el Ayuntamiento de León. Anfiteatro romano (Cripta de Cascalerías), León, 20 de julio de 2017.
Renacer [Libreto] para vídeo-ópera del compositor Alberto Carretero, con imágenes de Juan F. Lacomba y montaje vídeo de Miguel Alonso. Estrenada el 27 de noviembre de 2022 en el Festival Wien Modern, Viena, y en Espacio Turina, Sevilla, el 6 de diciembre de 2022. Ensemble Phace y Johanna Vargas (soprano), bajo la dirección de Nacho de Paz.
- Datos: Q5865527